# Claraspital
Das Claraspital (auch St. Claraspital) ist ein privates Spital in der Schweizer Stadt Basel.
Es ist auf der Spitalliste der Kantone Basel-Stadt und Basel-Landschaft aufgeführt und ist damit Teil der medizinischen Grundversorgung dieser beiden Kantone. Das Spital wurde 1928 als Katholisches Stadtspital eröffnet und gehört noch heute zum Institut Ingenbohl. Im Jahr 2023 wurden 11'838 Patienten stationär behandelt, zusätzlich wurden 50'392 Patienten ambulant behandelt. Zusammen mit dem Universitätsspital Basel wird das Universitäre Bauchzentrum Basel (Clarunis) betrieben.
Im Juli 2025 wurde bekannt, dass das Claraspital vom Universitätsspital Basel übernommen wird, falls die Wettbewerbskommission der Übernahme zustimmt.

## Lage
Das Claraspital steht auf der rechten Seite des Rheins im Hirzbrunnenquartier in Kleinbasel. Das Spital ist mit dem Bus oder dem Tram erreichbar.

## Kennzahlen
2023 waren über 970 Personen im Claraspital beschäftigt. Dazu kommen die Angestellten der Clarunis, die ebenfalls im Claraspital arbeiten, jedoch nicht hier angestellt sind. Das Spital hat einen Umsatz von fast 250 Millionen Franken.

## Fachgebiete
| Fachgebiet                                               | behandelte stationäre Patienten (2023) | behandelte ambulante Patienten (2023) |
| -------------------------------------------------------- | -------------------------------------- | ------------------------------------- |
| Allgemeine Innere Medizin/Endokrinologie                 | 1 031 (9 %)                            | 3 889(8 %)                            |
| Tumorzentrum                                             | 2 419 (20 %)                           | 4 228 (8 %)                           |
| Kardiologie                                              | 919 (8 %)                              | 2 589 (5 %)                           |
| Pneumologie/Thoraxchirurgie                              | 996 (8 %)                              | 3 424 (7 %)                           |
| Bauchzentrum (Clarunis)                                  | 4 148 (35 %)                           | 10 381 (21 %)                         |
| Urologie                                                 | 1 753 (15 %)                           | 6 228 (12 %)                          |
| Gynäkologie                                              | 551 (5 %)                              | 2 147 (4 %)                           |
| Ambulatorien (Notfall, Radiologie, Physiotherapie u. a.) |                                        | 17 472 (35 %)                         |